# Ulica Pomorska w Starogardzie Gdańskim
Ulica Pomorska – ulica w Starogardzie Gdańskim, w dzielnicy Centrum, o długości około 1800 metrów. Większość ulicy (odcinek od ul. Lubichowskiej do ul. Pelplińskiej) jest szlakiem drogi wojewódzkiej nr 222. 

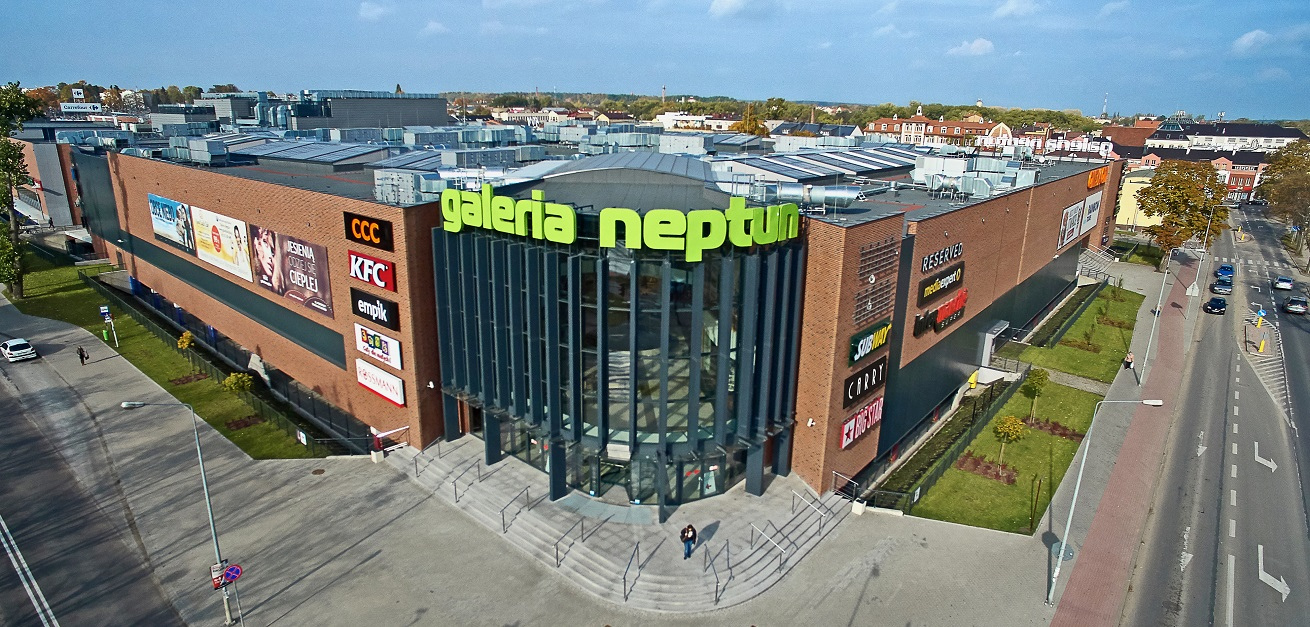
Galeria Neptun

## Najważniejsze budynki
- nr 4a – Kościół św. Wojciecha
- nr 7 – Galeria Neptun
- nr 26a – Przedsiębiorstwo Budowy Dróg S.A